# Seleuro
Séleuro di Etna (... – Roma, 35 a.C.) è stato un criminale romano nato e vissuto in Sicilia.
Seleuro è citato nella Geografia di Strabone («Σέλουρός», Sélourós) e la sua figura ricorda quella di Euno di Enna, inseribile nel contesto di una delle tante guerre servili che scoppiarono in Sicilia quando si ridusse a provincia romana.
Racconta Strabone che Seleuro, allevatore, chiamato "figlio dell'Etna" («Αἴτνης υἱὸς»), messosi a capo di una banda armata, per molto tempo razziò le città dell'area etnea.
Catturato, fu portato a Roma, nel Foro e con la scusa di farlo assistere a un combattimento di gladiatori, fu posto su di un palco che rappresentava il vulcano Etna, posizionato sopra gabbie contenenti bestie feroci. Come una trappola, il palco si aprì, Seleuro cadde giù e morì sbranato.